# Eparchia di Kaliningrad

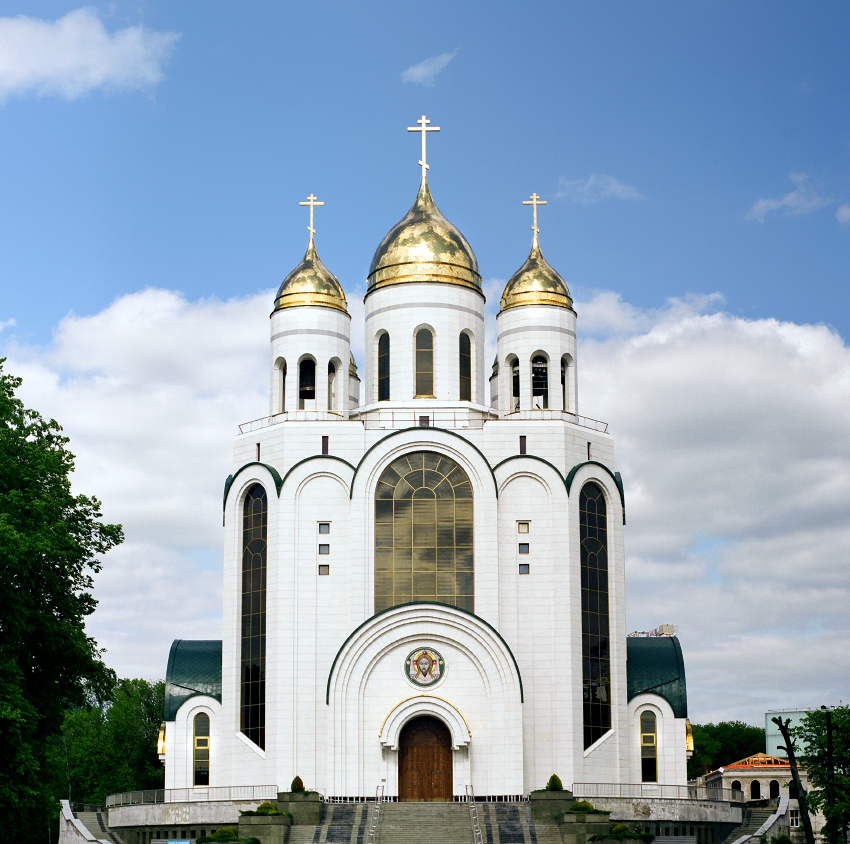
La cattedrale di Cristo Salvatore di Kaliningrad.

L'eparchia di Kaliningrad (in russo Калининградская епархия?) è una diocesi della Chiesa ortodossa russa, appartenente alla metropolia di Kaliningrad.

## Territorio
L'eparchia comprende le città di Kaliningrad, Baltijsk, Laduškin, Mamonovo, Pionerskij, Svetlogorsk, Jantarnyj e Svetlovsky, e i rajon Bagrationovskij, Gur'evskij e Zelenogradskij nella oblast' di Kaliningrad nel circondario federale nordoccidentale.
Sede eparchiale è la città di Kaliningrad, dove si trova la cattedrale di Cristo Salvatore.
L'eparca ha il titolo ufficiale di «eparca del Baltico e di Svetlogorsk».

## Storia
L'eparchia di Kaliningrad è stata eretta dal Santo Sinodo della Chiesa ortodossa russa il 31 marzo 2009, ricavandone il territorio dall'eparchia di Smolensk-Kaliningrad, che contestualmente ha assunto il nome di eparchia di Smolensk. Il 21 ottobre 2016 ha ceduto una porzione del suo territorio a vantaggio dell'erezione dell'eparchia di Černjachovsk.